# Melpomene
Melpomene, rod pravih paprati (papratnice) iz potporodice Grammitidoideae,. dio porodice Polypodiaceae, red Polypodiales. Kew ovaj rod tretira kao sinonim za Grammitis.
Rod je opisan u Novon 2(4): 426. 1992. Tipična je Melpomene moniliformis (Lag. ex Sw.) A.R. Sm. & R.C. Moran. Od 30 vrsta sve su iz Amerike, uz nadopunu da se jedna, Melpomene flabelliformis, širi i na Afriku.

## Vrste
1. Melpomene albicans Lehnert
2. Melpomene allosuroides (Rosenst.) A.R.Sm. & R.C.Moran
3. Melpomene anazalea Sundue & Lehnert
4. Melpomene caput-gorgonis Lehnert
5. Melpomene deltata (Mickel & Beitel) A.R.Sm. & R.C.Moran
6. Melpomene erecta (C.V.Morton) A.R.Sm. & R.C.Moran
7. Melpomene firma (J.Sm.) A.R.Sm. & R.C.Moran
8. Melpomene flabelliformis (Poir.) A.R.Sm. & R.C.Moran
9. Melpomene flagellata Lehnert
10. Melpomene gracilis (Hook.) A.R.Sm.
11. Melpomene huancabambensis Lehnert
12. Melpomene jimenezii Lehnert
13. Melpomene leptostoma (Fée) A.R.Sm. & R.C.Moran
14. Melpomene melanosticta (Kunze) A.R.Sm. & R.C.Moran
15. Melpomene michaelium Lehnert
16. Melpomene moniliformis (Lag. ex Sw.) A.R.Sm. & R.C.Moran
17. Melpomene occidentalis Lehnert
18. Melpomene paradoxa Lehnert
19. Melpomene pennellii (Copel.) A.R.Sm. & R.C.Moran
20. Melpomene personata Lehnert
21. Melpomene peruviana (Desv.).A.R.Sm. & R.C.Moran
22. Melpomene pilosissima (M.Martens & Galeotti) A.R.Sm. & R.C.Moran
23. Melpomene pseudonutans (Christ & Rosenst.) A.R.Sm. & R.C.Moran
24. Melpomene sklenarii Lehnert
25. Melpomene sodiroi (Christ & Rosenst.) A.R.Sm. & R.C.Moran
26. Melpomene vulcanica Lehnert
27. Melpomene wolfii (Hieron.) A.R.Sm. & R.C.Moran
28. Melpomene xiphopteroides (Liebm.) A.R.Sm. & R.C.Moran
29. Melpomene youngii (Stolze) B.León & A.R.Sm.
30. Melpomene zempoaltepetlensis (Mickel & Beitel) A.R.Sm.

## Sinonimi
- Polypodium sect.Cryptosorus (Fée) E.Fourn.; Ann. Sci. Nat., Bot., sér. V, 18: 282 (1873)
- Cryptosorus Fée; Congr. sci. de France Xme sess. 1: 178 (1843)
- Grammitis sect.Cryptosorus (Fée) R.M.Tryon & A.F.Tryon; Rhodora 84(837): 128 (1982)